# Echinocereus apachensis
Echinocereus apachensis es una especie de planta suculenta perteneciente al género Echinocereus, dentro de la familia Cactaceae. Es endémica de Arizona (Estados Unidos).

## Descripción
Echinocereus apachensis es una especie de cactus que se ramifica y forma montículos bajos y dispersos compuestos por entre 5 y 30 brotes. Estos montículos pueden alcanzar hasta 50 cm de altura y aproximadamente 1 metro de ancho. Los tallos individuales son mayormente erectos y presentan una forma que varía entre ovoide y cilíndrica. La epidermis tiene un color verde, con tallos que miden hasta 50 cm de alto y entre 4 y 6 cm de diámetro.
La planta cuenta con entre 12 y 18 costillas bajas y poco tuberculadas. Sobre ellas se disponen areolas separadas entre 0,8 y 2 cm, cuyas espinas no cubren completamente los tallos. Se observan de 1 a 3 espinas centrales muy largas, rectas, erectas, delgadas y flexibles, que suelen orientarse hacia abajo. Estas espinas varían en color desde blanco hasta amarillento o marrón, tornándose grises con la edad, y miden entre 1,5 y 10 cm. Además, presenta entre 12 y 16 espinas radiales, rectas y dispuestas en forma casi pectinada (similar a un peine), que pueden estar extendidas o pegadas al tallo.
Las flores tienen forma de embudo amplio y exhiben colores que van del magenta al púrpura rosado intenso, con una garganta y una línea media más oscuras. Crecen justo por debajo de los ápices de los tallos, alcanzando entre 5 y 7 cm de largo y de 4 a 9 cm de diámetro. El tubo floral mide de 1,2 a 2 cm de largo y de 1 a 3 cm de ancho, con pelos que alcanzan hasta 1 mm. Los segmentos internos del perianto miden entre 2 y 6 cm de largo y presentan un color magenta intenso a púrpura oscuro, con líneas medias más oscuras. Las anteras son amarillas y la cámara de néctar mide entre 2 y 4 mm. La floración ocurre en primavera, y los frutos maduran aproximadamente dos meses después.

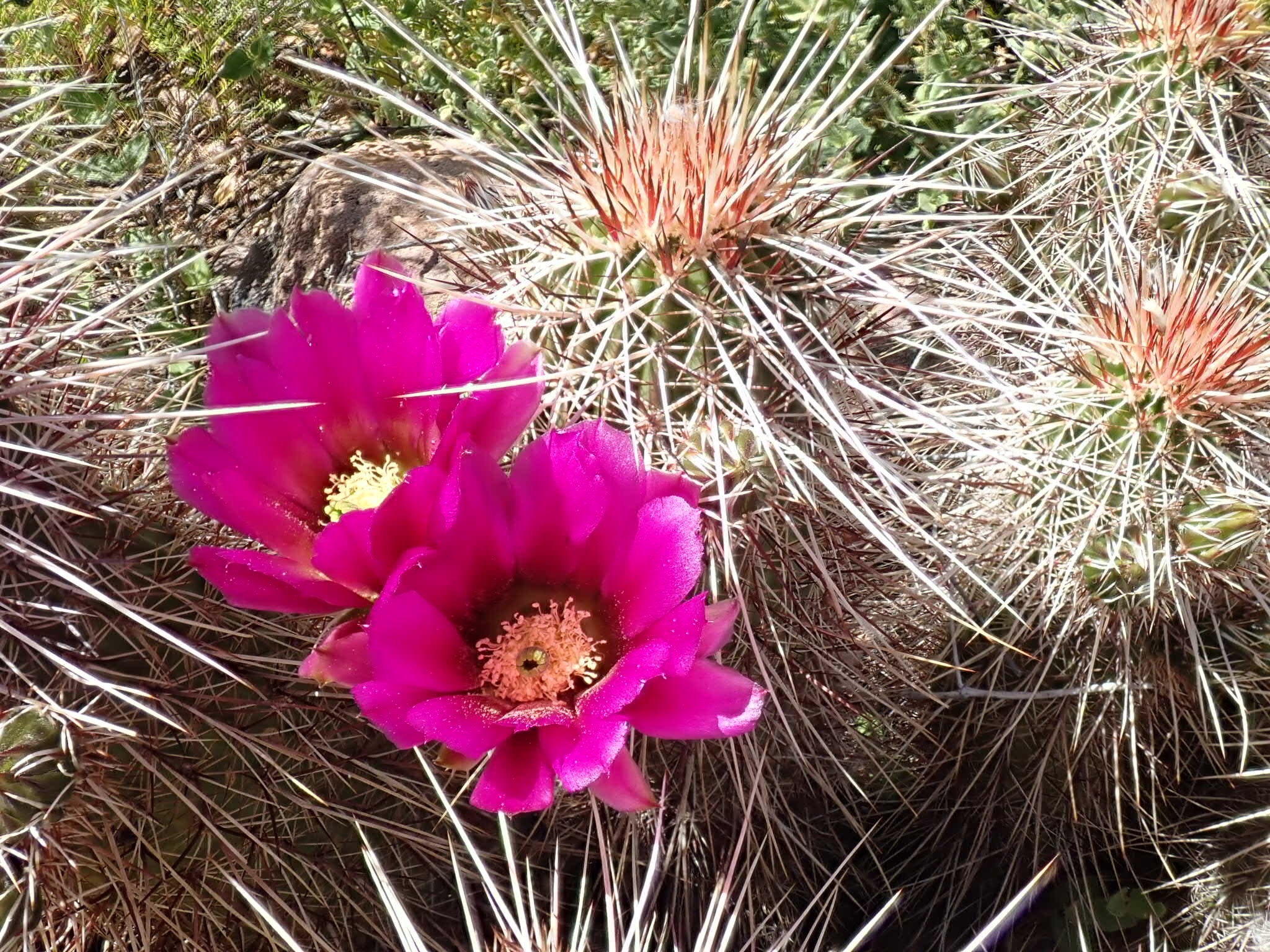
Detalle de la flor

Los frutos tienen forma globosa a ovoide y cambian de color verde a rojo o rojo anaranjado al madurar. Miden entre 1 y 2,5 cm tanto de largo como de diámetro. Al madurar, los frutos se abren verticalmente, revelando una pulpa de color blanco o rosado pálido. Esta especie es diploide, con un número de cromosomas de 2n = 22.

## Distribución y hábitat

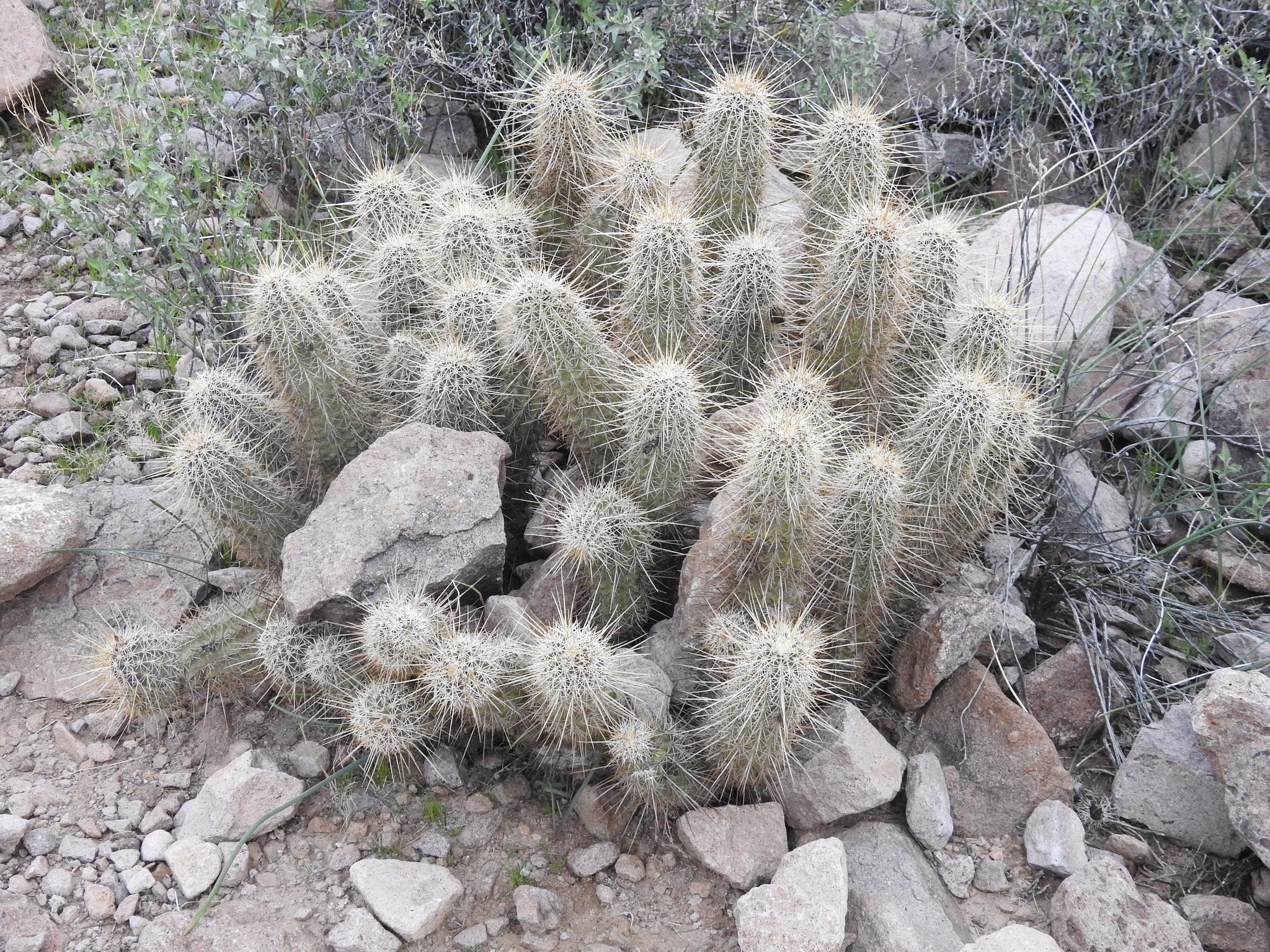
Planta en su hábitat

El área de distribución nativa de esta especie es Arizona (Estados Unidos) y crece principalmente en el bioma de desierto o matorral seco, a altitudes que oscilan entre los 600 y los 900 metros sobre el nivel del mar.

## Taxonomía
Echinocereus apachensis fue descrita por los botánicos alemanes Wolfgang Blum y Jürgen Rutow, y publicada por primera vez en el libro Echinocereus: Monographie 101 en 1998.
Etimología
- Echinocereus: nombre genérico formado a partir de las palabras latinas ĕchīnus (que significa ‘erizo’) y cereus (que se traduce como 'vela' o 'cirio'), en alusión a los tallos cortos, columnares y espinosos que presentan las especies de este género.[7]
- apachensis: epíteto geográfico que hace referencia a Apache Trail, en el condado de Maricopa (Arizona), lugar donde fue hallada la planta. El sufijo latino -ensis es común en la nomenclatura científica para indicar origen o pertenencia.[8][9]

## Estado de conservación
Esta especie es común y, a menudo, abundante en las áreas donde aparece, por lo que no se registran amenazas significativas que afecten su supervivencia.

## Usos
Echinocereus apachensis se cultiva principalmente como planta ornamental, tanto en jardines de rocas como en macetas. Su valor decorativo radica en la forma cilíndrica de sus tallos y en sus vistosas flores, que aparecen al final del invierno o en primavera, tras un periodo de reposo.

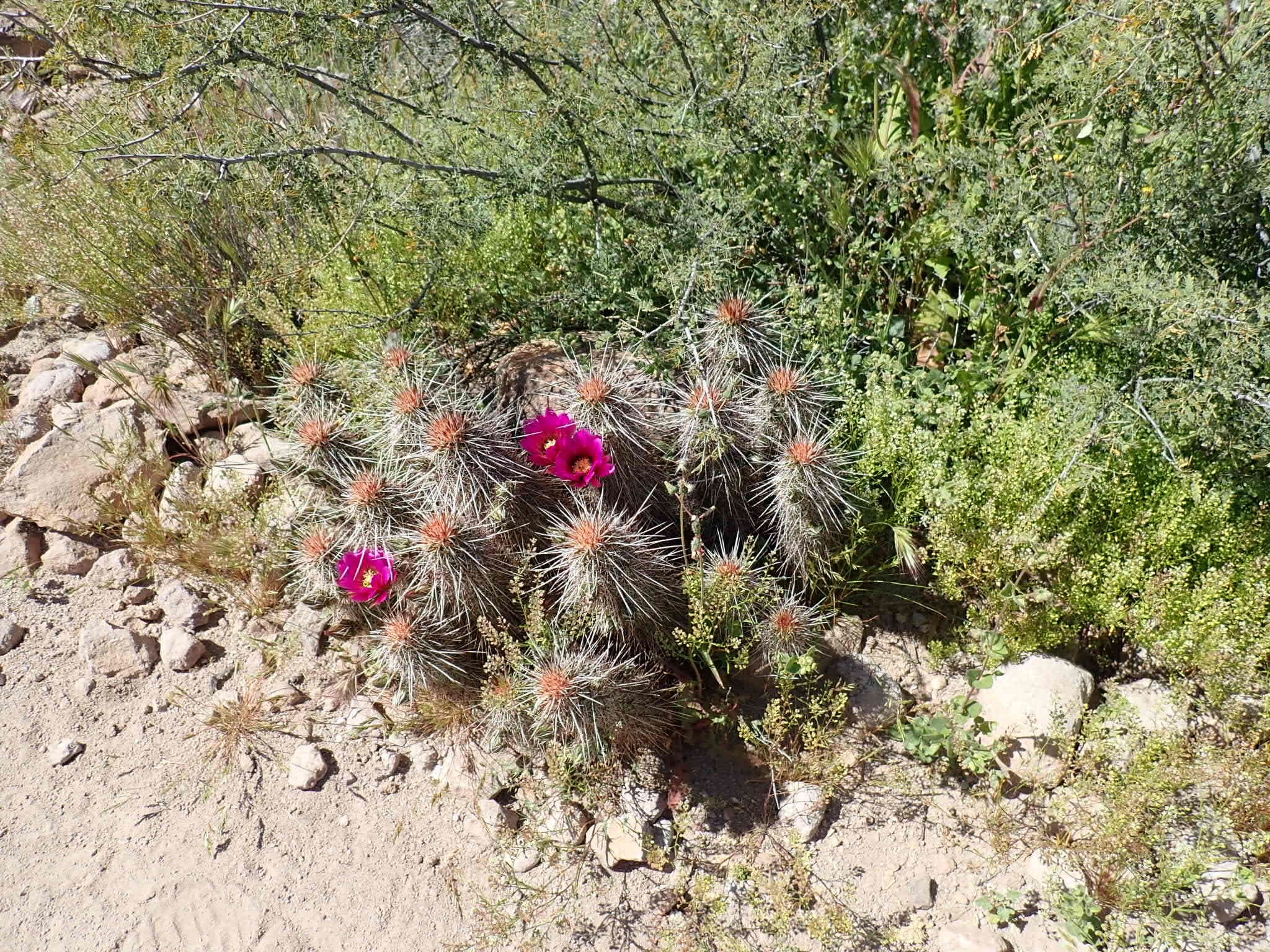
Planta en floración

Esta especie no presenta mayores dificultades en cultivo, aunque su crecimiento es lento y requiere ciertos cuidados para evitar la pudrición. Necesita un sustrato con excelente drenaje y riegos moderados; aunque demanda más humedad que los cactus estrictamente desérticos para desarrollarse y florecer, el exceso de agua puede dañarla. Durante el invierno conviene mantenerla en un ambiente seco y fresco.
Tolera bien la exposición a pleno sol, condición necesaria para un crecimiento saludable y una floración abundante. En cuanto a resistencia al frío, soporta temperaturas de hasta -10 °C, e incluso inferiores según el clon, siempre que las heladas no se prolonguen.
Se propaga fácilmente por semillas o mediante esquejes, ya que tiende a ramificarse desde la base. Al cultivarla a partir de semillas recolectadas en la naturaleza, se recomienda conservar una amplia cantidad de ejemplares hasta que alcancen la madurez, para luego seleccionar aquellos con mejores características ornamentales.